# Riwoche-Kloster
| Tibetische Bezeichnung                    |
| ----------------------------------------- |
| Tibetische Schrift: རི་བོ་ཆེ                 |
| Wylie-Transliteration: ri bo che          |
| Offizielle Transkription der VRCh: Riwoqê |

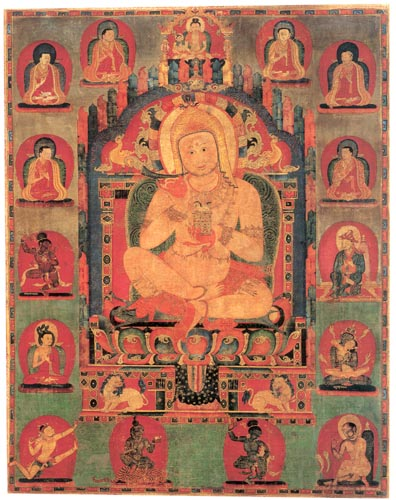
Riboche-Kloster

Das Riwoche-Kloster in der Großgemeinde Riwoqê des Kreises Riwoqê in der tibetischen Stadt Qamdo, liegt in Nordost-Tibet am Oberlauf des Mekong (Lancang Jiang). Es ist ein bedeutendes Kloster der Taglung-Kagyü-Schule aus der Kagyü-Schultradition des tibetischen Buddhismus und eines der wichtigsten Klöster im Gebiet von Kham.
Das Kloster wurde 1277 in der Zeit der Mongolenherrschaft von Sanggye Ön (1250–1296) mit Unterstützung Chögyel Phagpas gegründet. Seine Bauten stammen aus den Zeiten der Yuan- bis Qing-Dynastie. 1326 wurde die heute denkmalgeschützte Große Chagyima-Halle unter Vorsteher Orgyen Gönpo (u rgyan mgon po) erbaut, die zum Symbol der Taglung-Kagyü-Schule wurde.
Im Jahr 1731 (dem 9. Jahr der Yongzheng-Ära des Qing Shizong) ernannte die Mandschu-Regierung hier einen großen Lebenden Buddha der Kagyü-Schule zum Kuutuktu, der zu den vier großen Kuutuktus der Qing-Dynastie in Chamdo zählte.
Insgesamt gibt es drei Reinkarnationssysteme:
- Jedrung Rinpoche (rje drung rin po che); chin. Jizhong huofo 吉仲活佛
- Phagchog Rinpoche ('phags mchog rin po che); chin. Paqu huofo 帕曲活佛
- Shabdrung Rinpoche (zhabs drung rin po che); chin. Xiazhong huofo 夏仲活佛

Eines davon ist die Inkarnationslinie der Phagchog Rinpoches (bzw. Phakchok Rinpoches):

## Liste der Phagchog Rinpoches
Quellen: plm.org.cn
|    | Name                                        | chin.                                                         | Geburtsort                           | Lebensdaten | sonstiges                                                                               |
| -- | ------------------------------------------- | ------------------------------------------------------------- | ------------------------------------ | ----------- | --------------------------------------------------------------------------------------- |
| 1. | Tashi Wangyal Ngawang Drakpa Damchö Puntsok | Awang Zhaba 阿旺扎巴, auch: Awang Duoji 阿旺多吉              | Riboche 类乌齐                       | 1688–1723   | 13. Thronhalter des Riboche-Klosters                                                    |
| 2. | Tashi Drakpa Gyaltsen                       | Zhaxi Zhaba Jiancan 扎西扎巴坚参                              | Tengchen / (chin.) Dingqing 丁青     | 1724–1785   | 15. Thronhalter des Riboche-Klosters                                                    |
| 3. | Chöying Lhundru                             | Zhaba Quying Lunzhu 扎巴曲英伦珠                              | (chin.) Beiqingka 贝青卡             | 1786–1829   | 17. Thronhalter des Riboche-Klosters                                                    |
| 4. | Rinchen Lhundrup Drakpa Kunsel Nyima        | Renqing Lunzhu 仁青伦珠                                       | (chin.) Changdu Rongguola 昌都荣果拉 | 1830–1890   | (durch Losziehung aus der goldenen Urne bestimmt), 19. Thronhalter des Riboche-Klosters |
| 5. | Ngawang Kunga Namgyal                       | Awang Gongga Langjie 阿旺贡嘎朗结                             | Riboche 类乌齐                       | 1886–       | (durch Losziehung aus der goldenen Urne bestimmt), 21. Thronhalter des Riboche-Klosters |
| 6. | Ngawang Jikmé Drakpa Tubten Namgyal         | Awang Jimei Zhaba 阿旺济美扎巴; auch: Tudeng Langjia 土邓郎加 | Riboche 类乌齐                       | 1913–1979   | 22. Thronhalter des Riboche-Klosters                                                    |